# (7545) Smaklösa
(7545) Smaklösa est un astéroïde de la ceinture principale.

## Description
(7545) Smaklösa est un astéroïde de la ceinture principale. Il fut découvert le 28 juillet 1978 à l'observatoire du Mont Stromlo par Claes-Ingvar Lagerkvist. Il présente une orbite caractérisée par un demi-grand axe de 2,26 UA, une excentricité de 0,23 et une inclinaison de 6,5° par rapport à l'écliptique.

## Compléments